# Principi d'Acaja (métro de Turin)
Principi d'Acaja est une station de la ligne 1 du métro de Turin, située corso Francia, la plus longue avenue de Turin.